# Marcus Bonfanti
Pour les articles homonymes, voir Bonfanti.
Marcus Bonfanti, né en 1983 à Londres, est un musicien britannique. Il est plus connu comme étant l'actuel guitariste, chanteur et harmoniciste du groupe de blues rock Ten Years After.

## Biographie

### Jeunesse
Marcus Bonfanti est né à Londres d'une mère anglaise et d'un père italien. À ses 6 ans, il commence à apprendre la trompette et joue dans des fanfares et des orchestres. À l'âge de 15 ans, il s'essaie sur la guitare acoustique de sa mère. Marcus reprend d'abord des chansons de Cat Stevens, des Beatles, de Buddy Holly ou encore de Crosby, Stills & Nash. À ses 16 ans, il découvre Led Zeppelin et remonte à une des influences principales du groupe, à savoir le blues. Marcus décide alors de se perfectionner à la guitare. Il se met alors à travailler douze heures par jour dans une cuisine pour se payer sa première guitare.

### Carrière
En 2001, il commence des études au Liverpool Institute of Performing Arts. À la même période, il joue du blues dans des bars et devient musicien professionnel, ce qui le pousse à abandonner ses études. Il travaille ensuite avec toute une série de groupes et musiciens, dont The Ronnie Scott’s Blues Explosion, P. P. Arnold, Ginger Baker, Earl Thomas, Joe Louis Walker, Robbie Macintosh, Hamish Stuart, Mark Feltham, Eric Burdon et Buddy Whittington.
En 2008, il sort son premier album, Hard Times. Il part en tournée et joue en première partie de nombreux artistes, dont Robert Cray, Chuck Berry, Shuggie Otis, Philip Sayce, Jack Bruce, The Straits, Beth Hart, John Mayall, Beth Rowley et JJ Grey.
En 2010, il sort un deuxième album solo, What Good Am I To You?.
En 2012, il reçoit le prix du meilleur compositeurs aux British Blues Awards. En 2013 et 2014, il est à nouveau récomposé aux British Blues Awards: il reçoit le prix du meilleur interprète acoustique.
En juin 2013, sort un troisième album, Shake The Walls, que le Classic Rock Magazine classera dans le top 5 des meilleurs albums de l'année,.

### Ten Years After
En 2014, il rejoint le groupe Ten Years After aux côtés de Ric Lee, Colin Hodgkinson et Chick Churchill. Avec le groupe, Marcus sort la même année un album live, The Name Remains The Same. Marcus travaille aussi sur le prochain album studio de Ten Years After, prévu pour 2017.

## Influences
Les influences de Marcus sont, entre autres, George Harrison, Jimmy Page, Muddy Waters, Leadbelly, Rory Gallagher, Tony Joe White, Tom Waits, Van Morrison, Freddie King, B.B. King, Albert King et Stevie Ray Vaughan.